# Gedgrave
Gedgrave är en civil parish i distriktet East Suffolk i Suffolk i England. Civil parish har 32 invånare (2001). Byn nämndes i Domedagsboken (Domesday Book) år 1086, och kallades då Gata/Gategarava.